# Liechtenstein en los Juegos Olímpicos de Albertville 1992
Liechtenstein estuvo representado en los Juegos Olímpicos de Albertville 1992 por siete deportistas seis hombres y una mujer, que compitieron en dos deportes.
La portadora de la bandera en la ceremonia de apertura fue la esquiadora alpina Birgit Heeb-Batliner. El equipo olímpico liechtensteiniano no obtuvo ninguna medalla en estos Juegos.